# Catedral Nossa Senhora Aparecida (Montes Claros)
A Catedral Nossa Senhora Aparecida, é um templo católico localizado no município de Montes Claros no Norte de Minas Gerais, no Brasil.[carece de fontes?]
Situada na Praça Pio XII, no centro da cidade, foi construída entre 1926 e 1950. O projeto da catedral, de origem belga, chegou à cidade entre os anos de 1900 e 1905 e é um raro exemplar de união grandiosa entre dois estilos: O românico e o gótico.[carece de fontes?]
A Paróquia Nossa Senhora Aparecida foi criada em 29 de janeiro de 1950, no mesmo ano de conclusão da catedral, tombada pelo Patrimônio Histórico do Município desde 28 de setembro de 1999. Possui três torres, sendo que a mais alta impressiona pela altura de 65,08 metros, equivalente a um prédio de 20 andares, sendo uma das maiores de Minas Gerais, com uma nave central capaz de abrigar até 3.000 pessoas. É considerada hoje um dos mais belos cartões-postais do município.